# Narathura gloria
Narathura gloria är en fjärilsart som beskrevs av Evans 1957. Narathura gloria ingår i släktet Narathura och familjen juvelvingar. Inga underarter finns listade i Catalogue of Life.